# Люцерновый усач
Усач люцерновый (лат. Plagionotus floralis) — вид жуков-усачей из подсемейства настоящих усачей. Распространён в Европе (кроме Северной), России, Турции, на Кавказе и Закавказье, в северном Иране. Длина тела взрослых насекомых 8—20 мм. Личинки питаются на корнях некоторых травянистых растений: молочай, люцерна, тысячелистник.